# Горшем (округ)
Округ Горшем (англ. Horsham District) — округ у графстві Західний Сассекс в Англії. Адміністративний центр — місто Горшем; іншими важливими місцями є Біллінґсгерст, Бродбридж-Гіт, Північний Горшем, Пулборо, Саутвотер, Стейнінґ, Текегем і Вашингтон.
Округ утворено 1 квітня 1974 року, він утворився в результаті злиття міського округу Горшем і сільських округів Ченктонбері і Горшем.
 